# Microcosm
Pour l’article homonyme, voir Microcosm (jeu vidéo).
Microcosm est un ancien musée de la physique des particules dans l'enceinte du CERN à Meyrin dans le canton de Genève, Suisse. Il s'agit d'un musée très complet, couvrant une large gamme de sujets de physique des particules ainsi que de l'histoire du CERN.
Il est définitivement fermé le 18 septembre 2022, remplacé par le Portail de la science, qui propose de nouveaux espaces d'expositions.

## L'Exposition
- Explications sur les buts du CERN et la recherche en physique des particules en général
- une maquette à manipuler de l'expérience d'Ernest Rutherford, dite de la feuille d'or concernant le rayonnement alpha
- Un détecteur de rayon cosmique
- Une maquette du Grand Collisionneur de hadrons mis en service en 2008
- Maquettes et explications sur les expériences présentes et à venir du CERN
- Appareillages d'anciennes expériences, incluant une portion importante du détecteur UA1 qui permit la découverte des Bosons W et Z et valut un prix Nobel à Carlo Rubbia et Simon van der Meer en 1984.
- L'étonnante histoire de l'informatique au CERN :
  - ordinateur central géant,
  - premières disquettes,
  - l'invention du web.

## Le Jardin du Microcosm
Le Jardin du Microcosm présente de grands instruments ayant servi aux expériences du CERN :

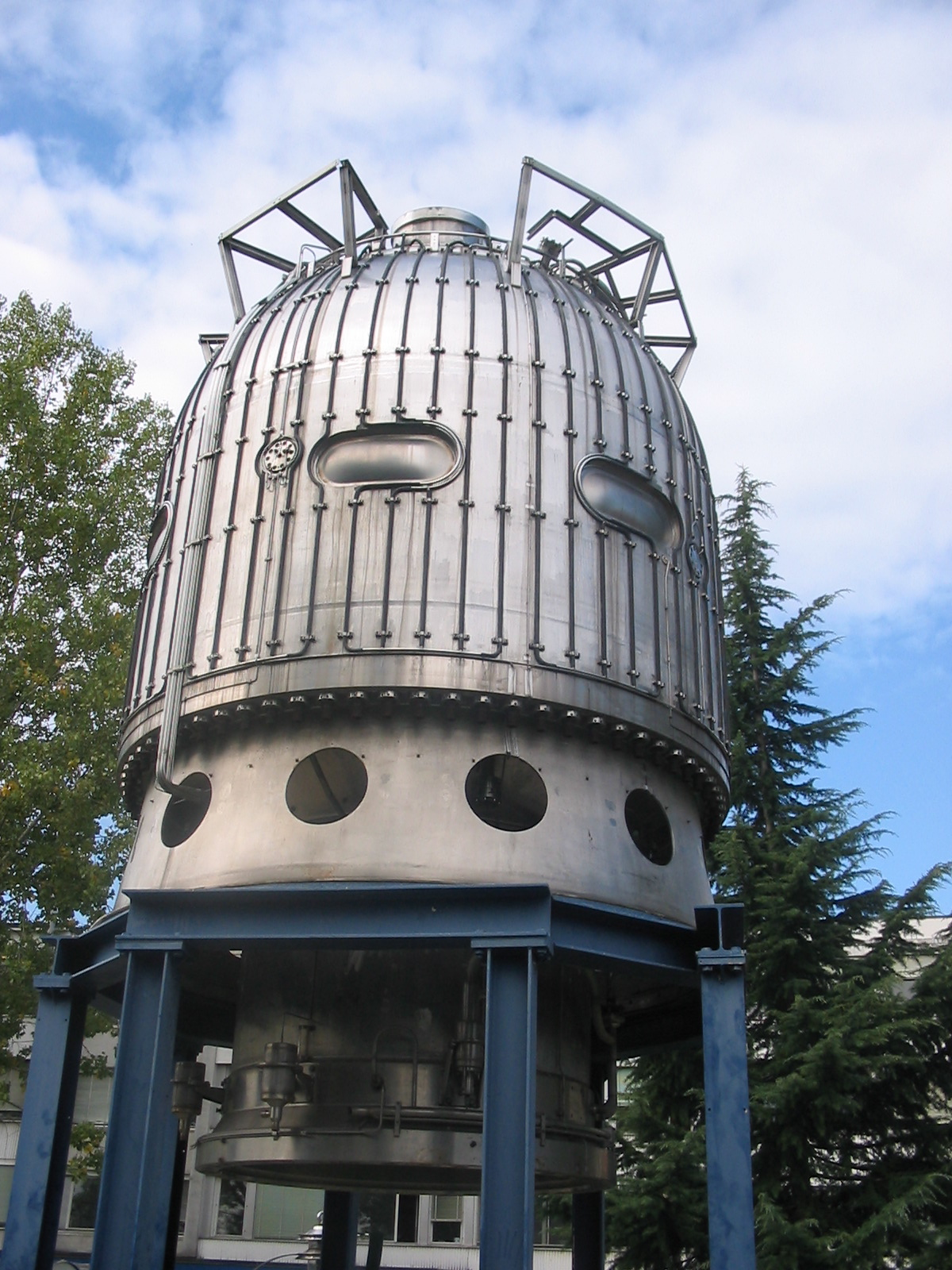
La grande Chambre à bulles
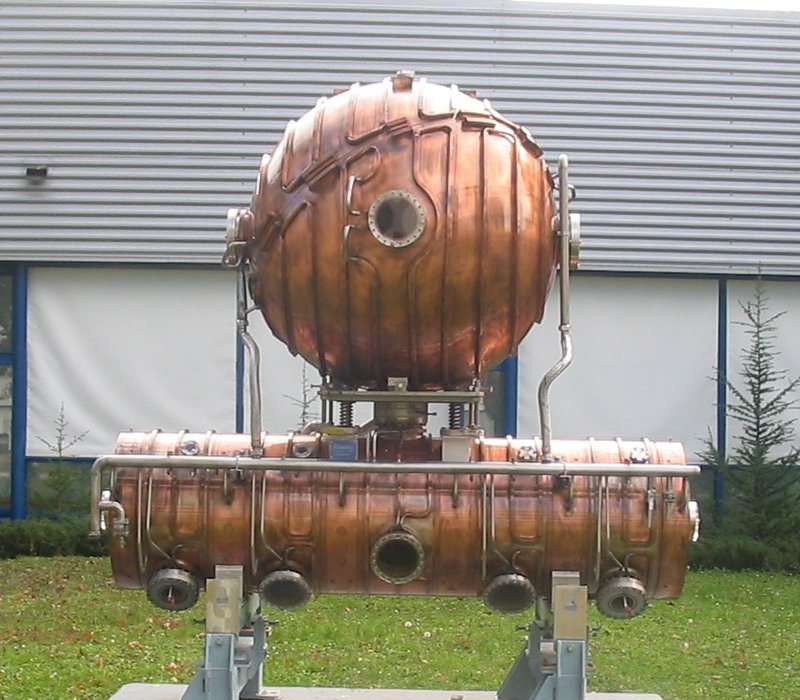
Un Résonnateur du LEP
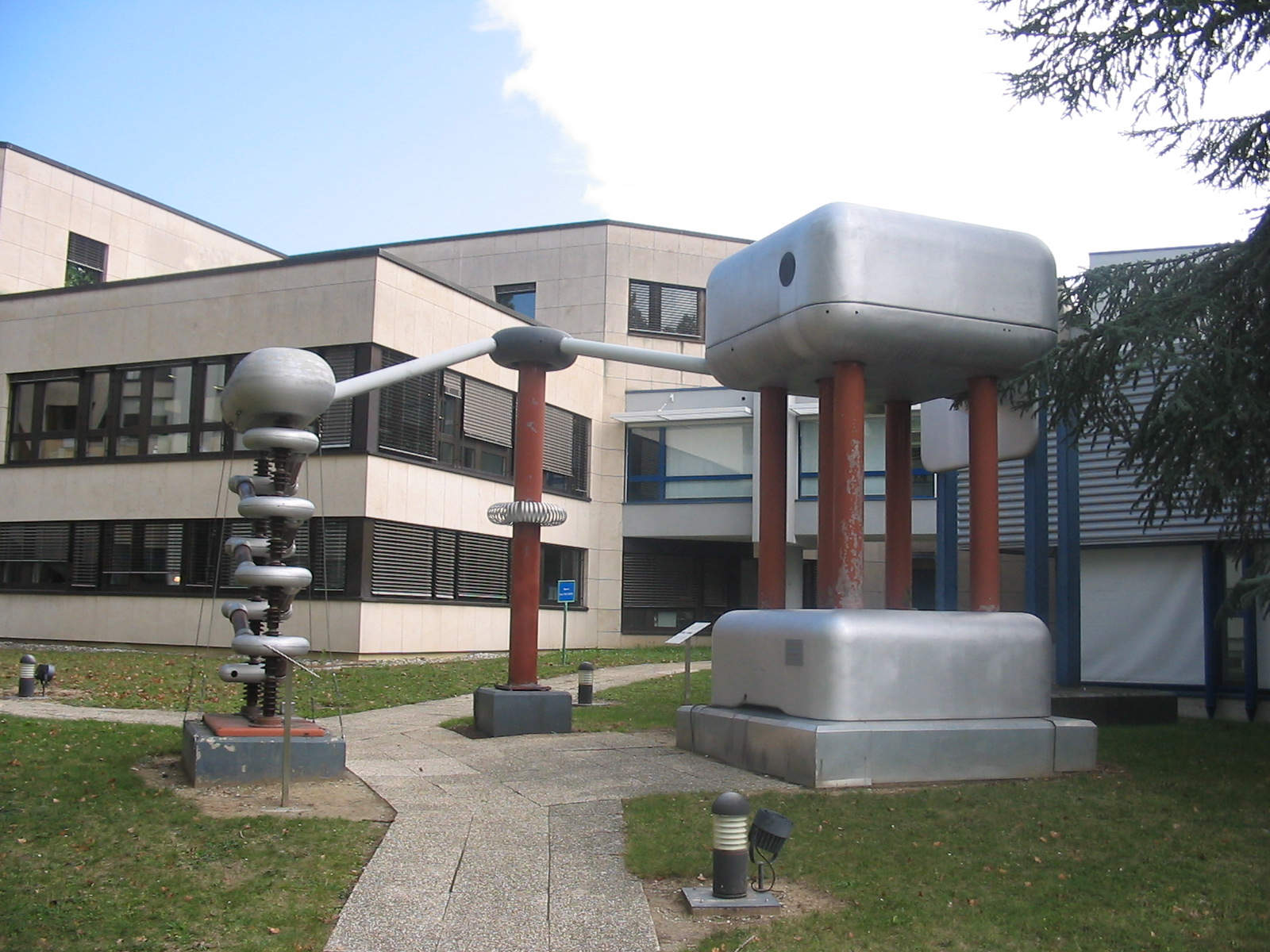
Une portion d'un ancien accélérateur de particules